# Powwow

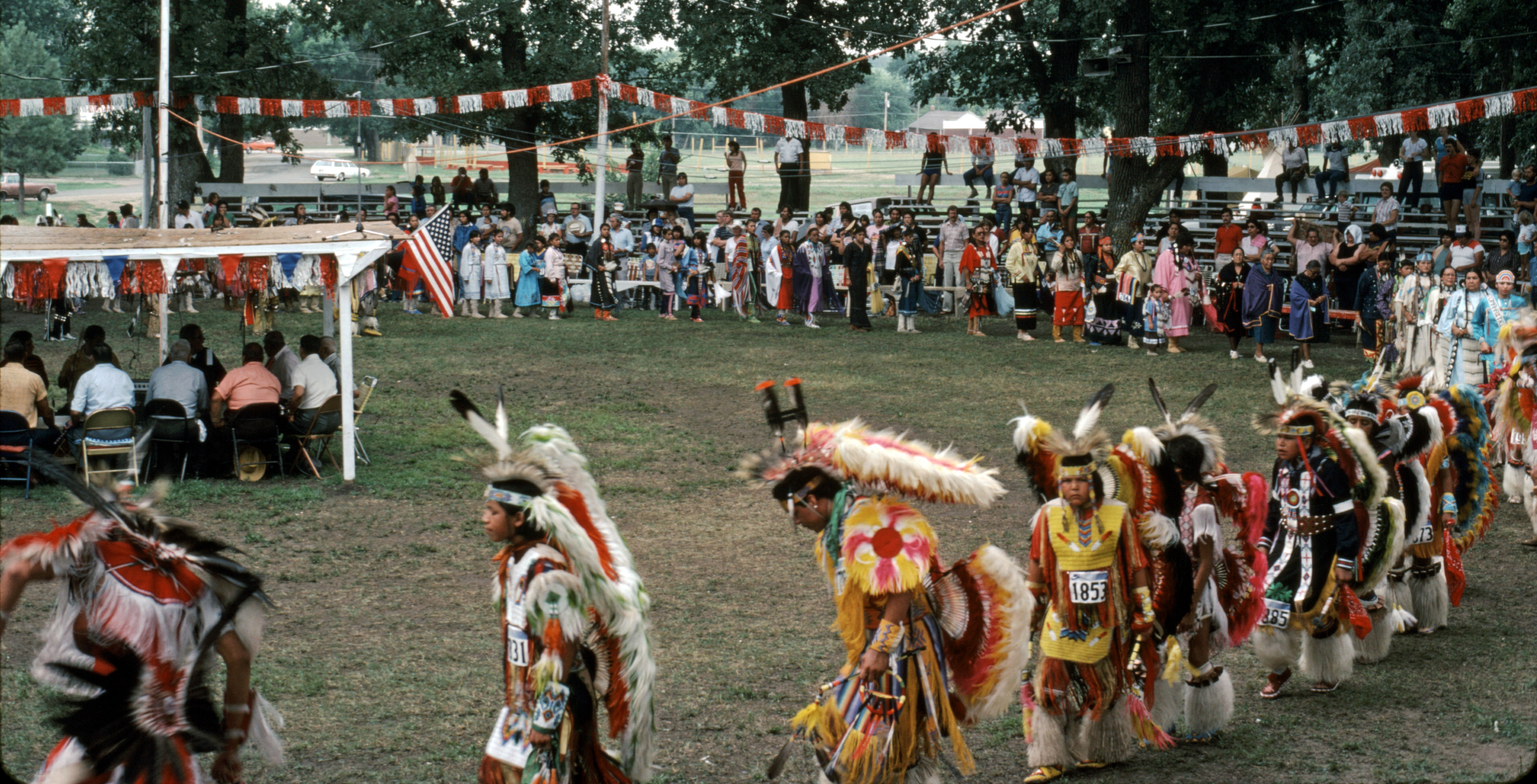
Cerimonia di apertura del powwow del 1983

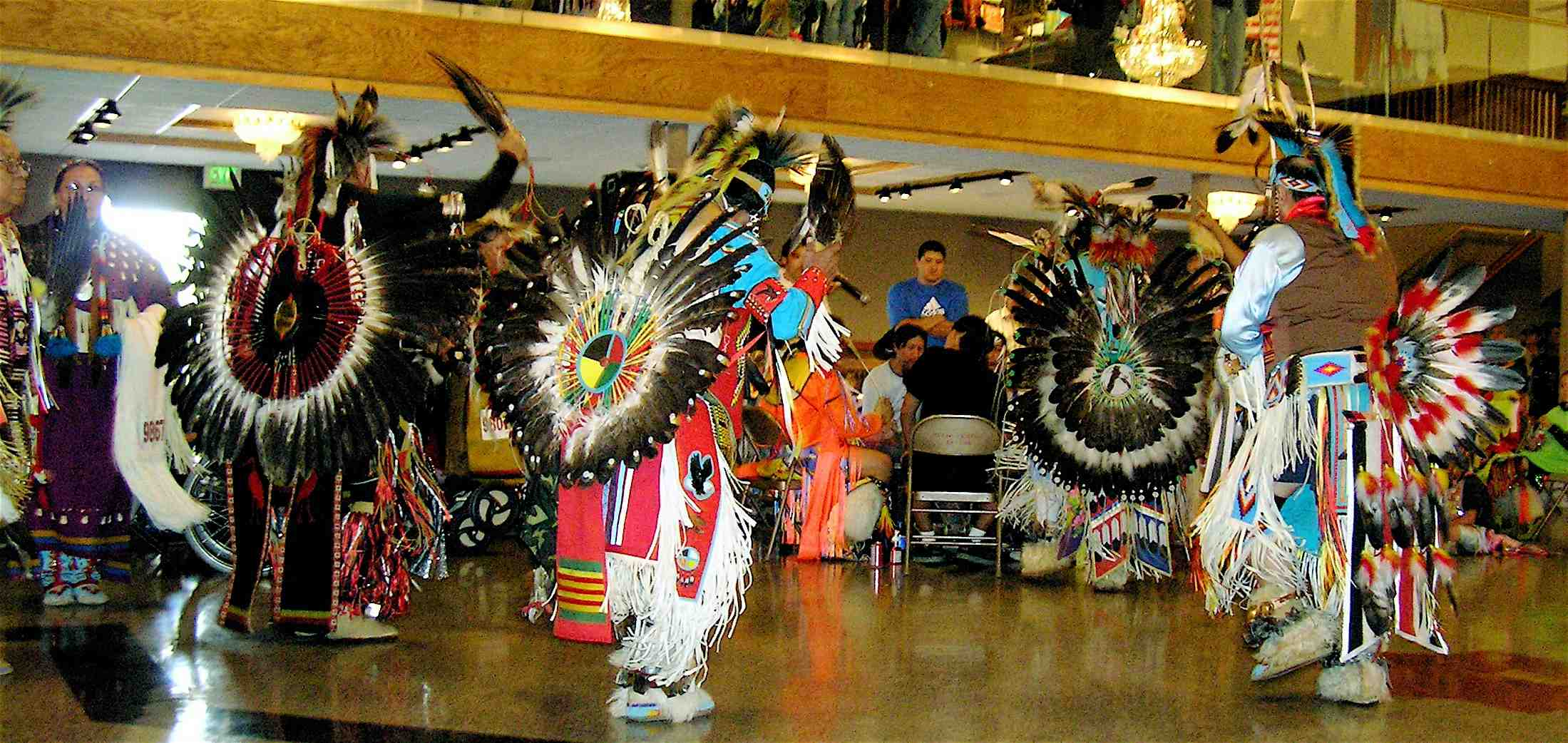
Ballerini al powwow del 2007

Il powwow (anche pow-wow o pow wow o wau Pau o pow wo) è un raduno di nativi del Nord America. La parola deriva da powwaw, che nella lingua della tribù dei Narragansett significa "leader spirituale". 
Un powwow moderno è un tipo specifico di evento in cui la gente si incontra per danzare, cantare, socializzare e onorare la cultura dei nativi americani. A volte c'è anche una gara di ballo con premi in denaro. I powwow possono durare da un minimo di un giorno e cinque ore ad un massimo di tre giorni. I powwow più lunghi di tre giorni durano in genere una settimana intera e servono a celebrare un'occasione speciale.
Il termine inoltre è stato usato per descrivere ogni raduno di nativi americani di ogni tribù perciò non è difficile sentire questo termine anche nei film western. La parola è stata anche utilizzata per riferirsi a una riunione di persone potenti come le forze armate. Tuttavia, tale uso può anche essere visto come mancanza di rispetto alla cultura nativa.

## Svolgimento

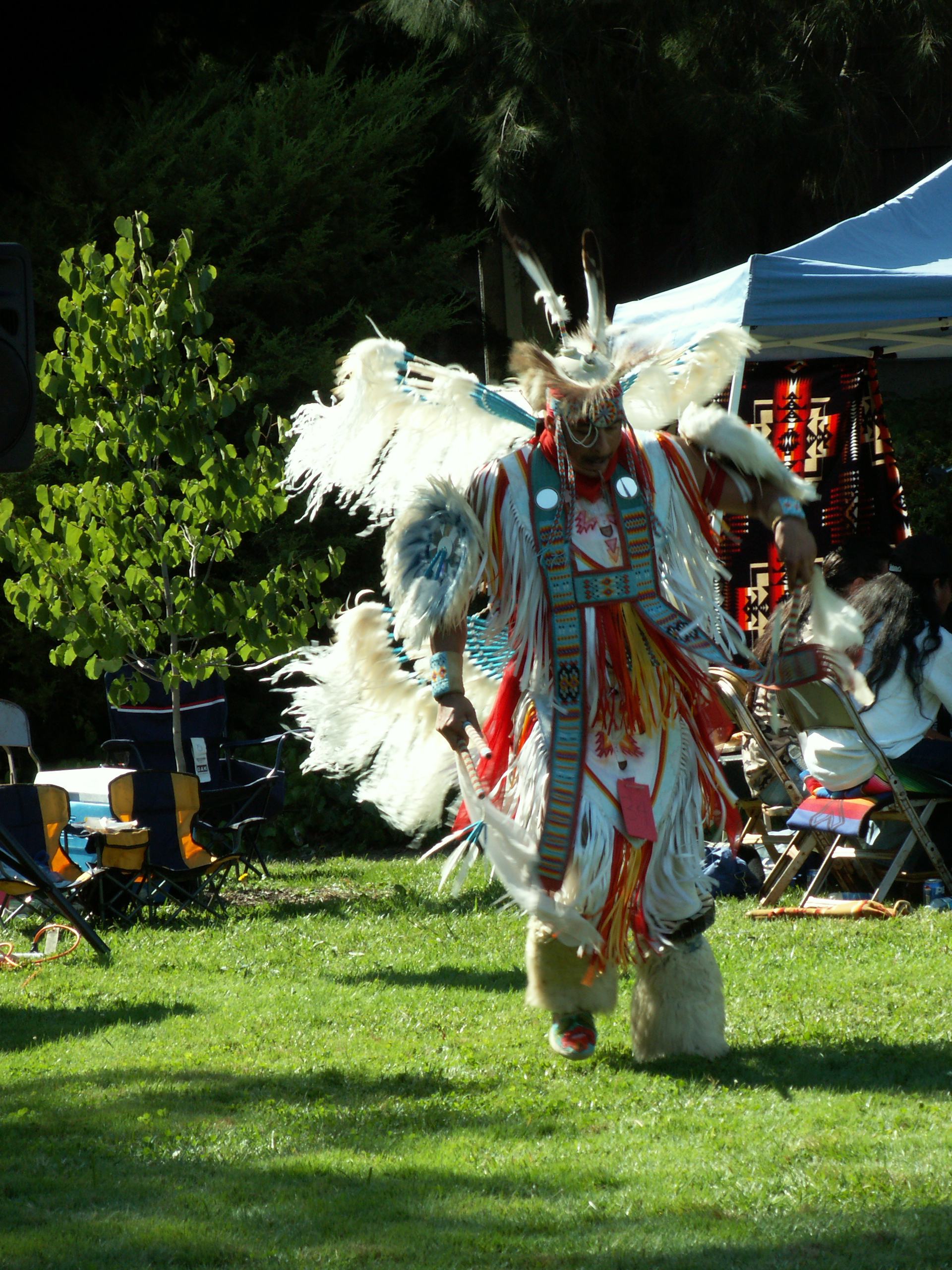
Altro costume caratteristico

Nel caso delle tribù dei Lakota, Dakota e Sioux, alle danze partecipano sia uomini che donne, divisi per categorie di danza (danze tradizionali e festive - per chiunque voglia partecipare -, e danze competitive). I danzatori si muovono in cerchio (per simboleggiare il cerchio infinito della vita), in senso orario, all'interno di un'arena. 
Il powwow inizia con la Grand entry, l'entrata in arena di un nativo che porta la penna d'aquila e la bandiera corrispondente al suo popolo, seguito dagli altri danzatori, divisi per categoria d'appartenenza e vestiti con abiti tradizionali. Durante la Grand Entry, tutti si devono alzare in piedi, e si deve rimanere rispettosamente in piedi, a testa scoperta, fino a quando entra l'emblema nazionale della tribù. 
Se durante la danza la penna dovesse cadere, l'incontro si ferma e i partecipanti si alzano, aspettando che la penna venga raccolta e riposta. Tradizione con radici nel tempo in cui i nativi inseguivano i bisonti, quando la leggenda narra di un attacco fermato perché una penna era accidentalmente caduta al suolo durante l'invasione di un gruppo rivale. Oggi si pensa che se gli antenati potevano fermare una guerra per cercare una penna d'aquila, ancora di più oggi si può fermare un powwow.
Una parte fondamentale del rito è rappresentata dalla musica, dai canti wacipi: canti di guerra, di gioia o lutto, in onore della vittoria o della famiglia. Un altro elemento importante che conferisce maestosità all'evento è dato dai costumi cerimoniali. Le donne indossano costumi impreziositi da conchiglie e denti di cervo, cinture, mocassini con perline e ghette, nastri per intrecciare i capelli. Mentre gli uomini indossano attorno al busto pettorali di perline e ossa, con un ornamento di penne sul dorso, ghette e manicotti decorati con nastri e perline.

## Organizzazione

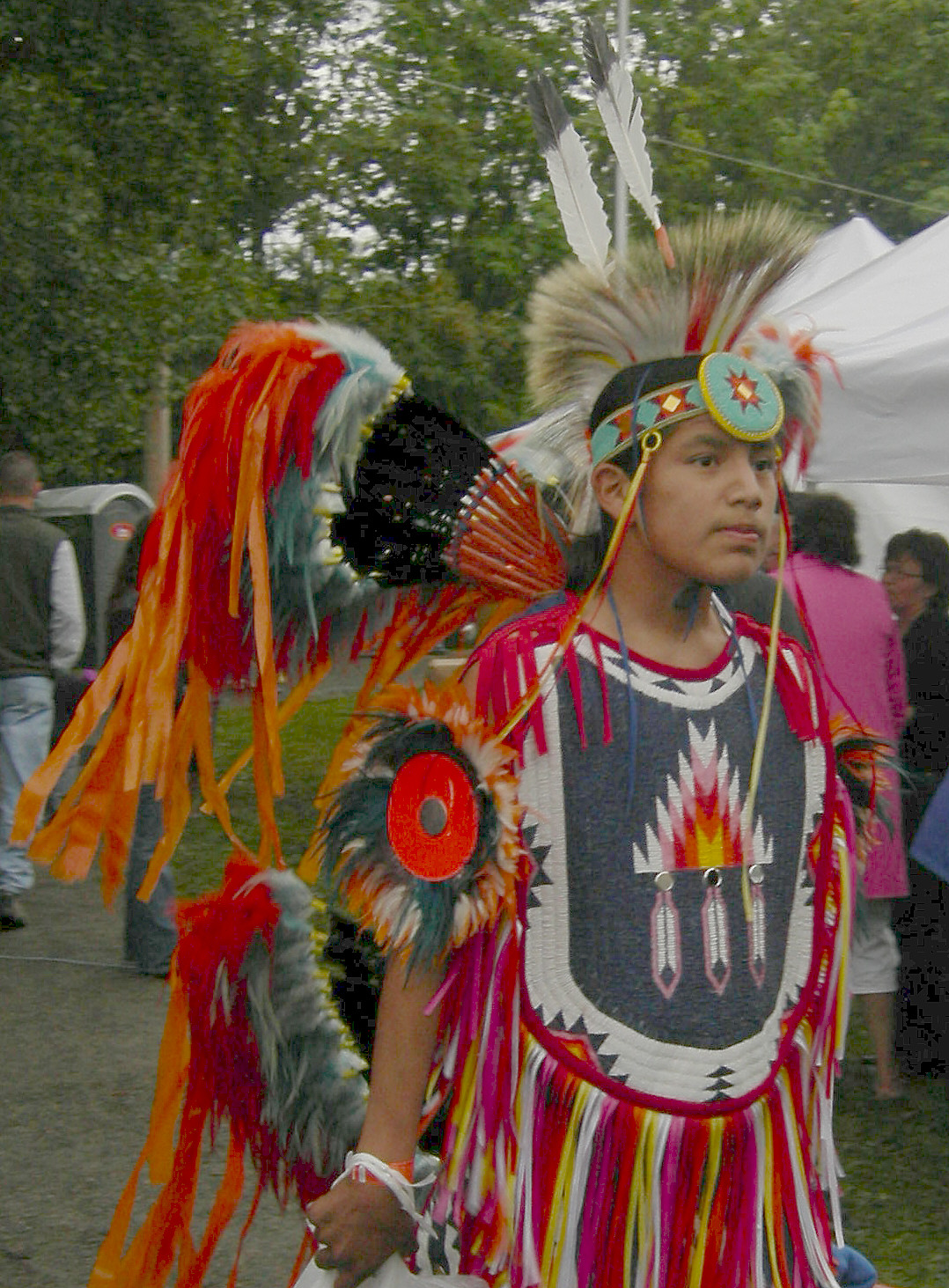
Uomo con abiti tradizionali

La pianificazione di un powwow di solito comincia alcuni mesi, a volte anche un anno, prima che l'evento cominci ufficialmente. I powwow possono essere sponsorizzati da un'organizzazione tribale, da una comunità di nativi americani all'interno di una zona urbana, da un college, da un'università o da una qualsiasi altra organizzazione che possa fornire i fondi di avvio, di assicurazione e di volontariato dei lavoratori.

### Comitato deipowwow
Il comitato di un powwow è composto da un numero di individui che provvedono a tutta la programmazione prima dell'avvio ufficiale della manifestazione. Se un powwow ha uno sponsor, molti o tutti i membri del comitato possono provenire dal gruppo dello sponsor stesso. Il comitato è incaricato di reclutare il personale e pubblicizzare l'evento.

### Lo staff
Il personale a capo di un powwow è costituito dalle persone che gestiscono l'evento il giorno (o i giorni) in cui esso ha luogo. Generalmente lo staff è assunto alcuni mesi prima dell'evento per motivi di sicurezza. Far parte dello staff dell'evento viene considerato un onore dai Nativi Americani.

### Il direttore d'arena
Il direttore d'arena è la persona responsabile di tutto durante il powwow. Il direttore d'arena deve assicurarsi che ci siano ballerini per gli spettacoli e che il gruppo di suonatori di tamburo abbia già in mente cosa suonare. A volte, poiché l'organizzazione dell'evento non è un'impresa da niente, il direttore può avere un assistente. Il direttore deve garantire la sicurezza a tutti i visitatori e far sì che l'arena di ballo sia rispettata adeguatamente.

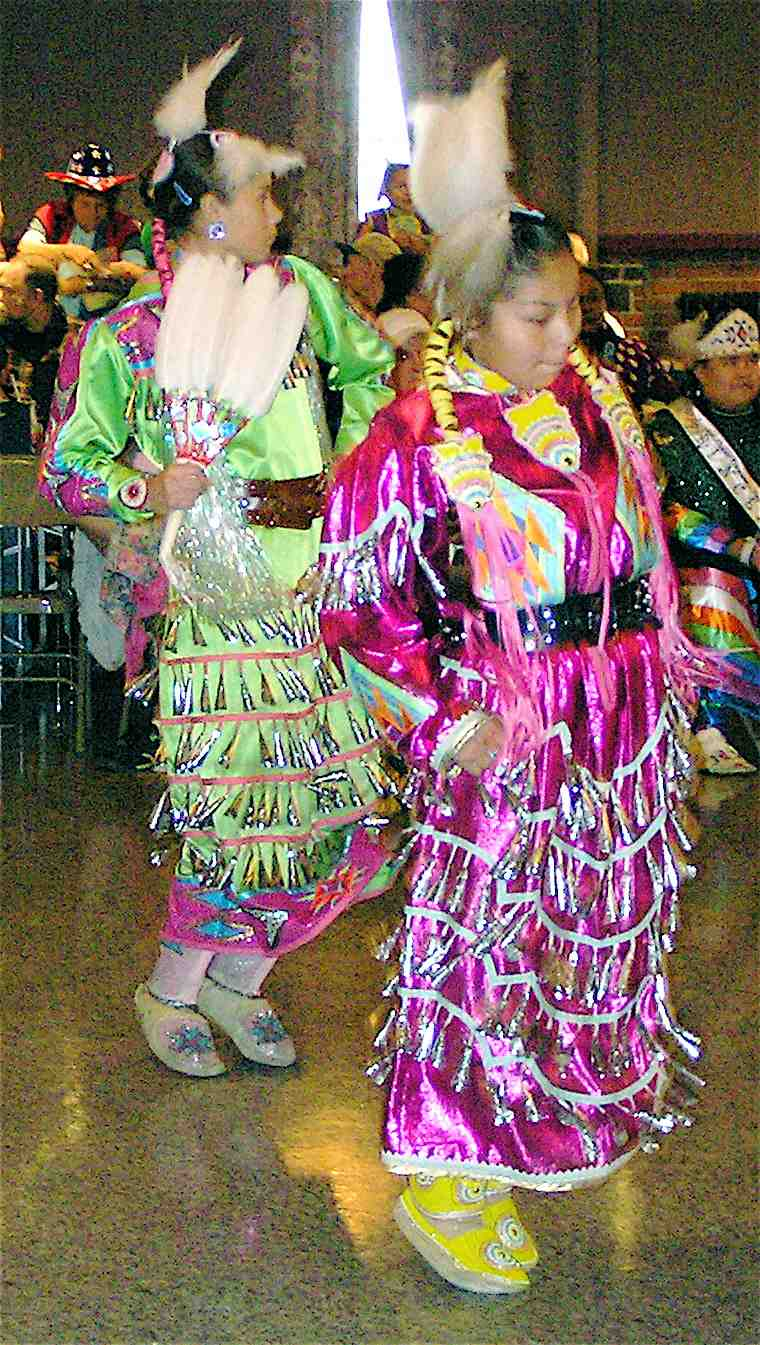
Due donne durante una gara di ballo

### Il maestro delle cerimonie
Il maestro di cerimonie (a volte viene abbreviato con MC), è la voce del powwow. Il suo lavoro è quello di mantenere il pubblico informato su ciò che sta accadendo e sugli stessi spettacoli. Il MC fissa il calendario degli eventi e stabilisce l'ordine delle esibizioni dei suonatori di tamburo. Il MC ha anche il compito di intrattenere gli spettatori con scherzi e giochi durante la preparazione di altri avvenimenti. Il MC spesso è anche responsabile delle lotterie che avvengono durante il powwow.

### Ballerini di testa
I ballerini di testa portano gli altri ballerini in entrata o li accompagnano durante le sfilate di apertura. In molti casi, i ballerini di testa hanno anche il compito di aiutare gli altri ballerini a seguire il ritmo delle canzoni.
Le moderne danze competitive, sono delle vere gare di danza che si svolgono nelle seguenti categorie: Women's Traditional, Men's Traditional, Woman's Fancy Shawl, Men's Fancy,  Woman's Gingle Dress, Men's Grass, suddivise per bambini, ragazzi e adulti.